# عطلة:جندي لا يتوقف أبدا عن الواجب (فلم هندي)
هوليداي أو عطلة أو إجازة فيلم هندي من إنتاج 2014، بطولة أكشاي كومار، سوناكشي سينها وجوفندا. الفلم من نوع الأكشن، الجريمة والرومانسية

## قصة الفيلم
يحكي الفيلم قصة جندي في الجيش الهندي وعميل في المخابرات العسكرية (فيرات) يأتي في إجازة، يأخذه أهله من محطة القطار مباشرة ليتعرف على فتاة من أجل الزواج سوناكشي سينها (سايبا)، فيرفضها بحجة أنها لا تناسب شخصيته وأنها فتاة غير عصرية، غير أنها على ذلك تماما فهي ملاكمة وعصرية جدا. يستقل الحافلة مع صديقه مساعد المفتش في شرطة مومباي، تسرق محفظة أحد الأشخاص في الحافلة وأثناء تفتيش الركاب هوه وصديقه، يعثروا على المحفظة غير أن شخص آخر يفر من الحافلة مما يجعل فيرات يلحق به وعندما يمسك به تنفجر حافلة فيها أطفال مدارس مما يتسبب في مقتل الكثير من الأبرياء.
بعد تسليم المجرم للشرطة يفر بعد أن يساعده أحد أفراد الشرطة (أشوك) غير أن فيرات يلقي القبض ثانية ويجعله يقر باسم الذي ساعده بعد أن يكون قطع أحد أصابع يده ويحتفظ بالمجرم في خزانة ملابسه بعد أن يخدره.يذهب فيرات إلى ضابط الشرطة ويجبره على الانتحار.
أثناء تفتيش محتويات حقيبة المجرم يكتشف فيرات مخطط لتفجير 12 موقع في أنحاء مدينة مومباي. في نفس يوم التفجير يصادف زواج أحد أصدقاء فيرات العسكريين، يذهب فيرات وأصدقائه إلى حفل الزواج في الكنيسة مرتدين البدلات الرسمية. هناك يطلب فيرات من 11 صديق المشاركة في لعبة لكنها لعبة حقيقة، حيث يذهبون للانتظار أمام منزل فيرات لحين خروج المجرم من البيت حيث يكون فيرات قد فك قيده وحقنه بمخدر مؤقت. عندما يصحو المجرم ويفر يلحق به فيرات ومجموعته، وفي كل مرة يلتقي المجرم بمجرم آخر (خلية نائمة) تنقسم المجموعة وهكذا حتى يكون لكل ضابط مجرم في هذه الأثناء يكون فيرات على تواصل دائم مع كل المجموعة عن طريق خط هاتفي مشترك.
عندما تحين ساعة الصفر يخبر فيرات أصدقائه عن أنه وضع شيء لكل فرد في حقائبهم، وعند معرفة الفريق بوجود مسدسات يطلعهم فيرات عل أن هذه الخلايا النائمة خطر وتهديد على المجتمع والبلاد ويجب القضاء عليهم بلا تردد. يوافق أعضاء الفريق ويطلقون جميعا في نفس اللحظة ليقتلوا المجرمين جميعا برصاصة في الجبين. أثناء تحريات رئيس العصابة يصل للكنيسة بسبب ارتداء أعضاء الفريق للباس شبه موحد. يأخذ من الكنيسة عنوان العريس ويذهب لبيته ليقابل أهله مدعيا كونه أحد أصدقائه في الخدمة العسكرية. عند طلب الصور ليتصفحه يكتشف وجود خمس مجموعات مرتدين بدلات رسمية فيحتار بمعرفة أي مجموعة نفذت المهمة فيترك رسالة بتحديد شخص من كل مجموعة ليطاره ويعرف المجموعة. في هذه الأثناء يأتي صديق العريس وعندما يسأل رئيس العصابة عن أي قطعة عسكرية خدم فيها مع العريس وفي أي سنة يجاوب بإجابة خاطئة ليتضح عدم معرفته بالعريس وأنه ليس صديقه وعندما يطلب بطاقته الشخصية للتحقق يقوم رئيس العصابة بقتله مع والدي العريس.
لاحقا يقوم بخطف فتيات قريبات الجنود الذين حدد صورهم حيث أنه لن يحصل على معلومات من جندي، عندما يعلم فيرات بذلك يرسل أخته بدلا من إحدى الفتيات ويتعقبها عن طريق الرائحة بواسطة كلب شرطة مدرب. يقتحم المخبأ ويحرر الفتيات ويعتقل اليد اليمنى لرئيس العصابة بعد انو يكون قد قتل أفراد العصابة المتواجدين هناك.
بعد أن يكون رئيس العصابة عد تعرف على المجموعة المنفذة يتتبعهم ويضع قنبلة في مجمع تجاري حيث يتواجد أحد أفراد المجموعة، يتصل بفيرات ويخبره بمكان القنبلة ويقوم بتفجيرها ليجبر فيرات على الذهاب إليه. يخطط فيرات لتفجير المكان المجهول الذي سيذهب إليه مضحيا بحياته لكي البلاد فيذهب لأحد الأفرع الأمنية للتحضير فيطلب كمية من المتفجرات ويسلمه لشخص لكي يلحق به ويفجرهه بعد أن يكون قد حقن نفسه بجهاز للتتبع عن بعد. يتصل به رئيس العصابة ويطلب من أن يقود أكثر من سيارة في منطقة إلى أخرى حتى يأخذه في نهاية المطاف إلى سفينة في عرض البحر.
على السفينة يطلع رئيس العصابة فيرات أن السيارات التي كان يقودها تحوي متفجرات وأنهم قوام بتصوير فيرات وهو يقود ويركن السيارات في أماكن مختلفة مما يعطي انطباع بأن فيرات وهو ضابط في الجيش إرهابي وخلية نائمة، وسوف يقوم رئيس العصابة بتبليغ الشرطة لكي يوقع بفيرات ويكون سبب لتجنيد العسكريين في الجيش لصالح عمليات إرهابية كما أن شريك العصابة وهو نائب وزير الدفاع سوف يترفع في منصبه لأنه هو الذي سوف يدعي أمام وسائل الإعلام بقيامه بكشف المؤامرة. في هذه الأثناء يقوم المتتبع لفيرات بوضع قنابل أسفل السفينة في البحر. يدخل فيرات في قتال مع رئيس العصابة ويستطيع أخذه رهينة من بين رجاله وفي قارب الهرب يخبر رئيس العصابة فيرات أنه لا فائدة من شخصه حيث أن كاف أدوات ومخططات العمليات الإرهابية في السفينة ليفاجئ فيرات رئيس العصابة بتفجير السفينة ومن ثم يقوم بقتله. يتنهي الفيلم بانتهاء إجازة فيرات وتوديع الجنود لأهاليهم في مشهد تختلط فيه دموع الحزن بالفرح.

## الميزانية والارباح
- ميزانية الفيلم هي 7.6 مليون دولار أي 40 كرور وكانت الارباح 19 مليون دولار أي 112.5كرور

## الادوار
اكشاي كومار: فيرات باكشي
سوناكشي سينها: سايبا
جوفندا: برتاب (ظهور خاص)

## إنتاج واخراج
إنتاج:
- توينكل خانا
- أكشاي كومار
- ارونا بهاتيا
- فيبول امروتلال شاه

إخراج: أي ار موروغادس

## روابط خارجية
- مقالات تستعمل روابط فنية بلا صلة مع ويكي بيانات